# کالامچا
کالامچا (به اسپانیایی: Calamocha) یک شهرستان در اسپانیا است که در استان تروئل واقع شده‌است.

## خصوصیات
کالامچا ۳۱۶ کیلومترمربع مساحت و ۴٬۲۵۶ نفر جمعیت دارد.